# 貴田統治
貴田 孫兵衛（平假名:きだ まごべい, 生没年不詳）、 戰國時代的武將。加藤清正的家臣。實名為「貴由統治」（きだ むねはる）。是「加藤十六將」之一人。獲封九百餘石的知行。文禄・慶長之役率領鐵砲衆四十名從征。『清正記』記載於滿州攻略時戰死。